# Нестор Клаусен
Нестор Клаусен (ісп. Néstor Clausen, нар. 29 вересня 1962, Арруфо) — аргентинський футболіст, що грав на позиції захисника. По завершенні ігрової кар'єри — тренер. З 2018 року очолює тренерський штаб команди «Орієнте Петролеро».
Виступав, зокрема, за «Індепендьєнте» (Авельянеда), у складі якого є дворазовим чемпіоном Аргентини та володарем Кубка Лібертадорес, Міжконтинентального кубка і Суперкубка Лібертадорес. Також виступав за національну збірну Аргентини. У складі збірної — чемпіон світу та бронзовий призер Кубка Америки.

## Клубна кар'єра
Народився 29 вересня 1962 року у Арруфо. Предки Клаусена іммігрували в Аргентину з швейцарського села Ернен в кантоні Вале приблизно в 1889 році.
У 16 років Нестор вирушив з рідної провінції Санта-Фе в тренувальну базу для молодих футболістів гранда аргентинського футболу — клубу «Індепендьєнте». Дебютував в основному складі команди у матчі проти «Тігре» 17 серпня 1980 року. Матч завершився з рахунком 1:0 на користь команди Клаусена. У складі «Червоних Дияволів» Клаусен двічі ставав чемпіоном Аргентини, перемагав у Кубку Лібертадорес і Міжконтинентальному Кубку в 1984 році. У 1986 році він став чемпіоном світу у складі збірної Аргентини. Після перемоги на турнірі йому стали надходити листи французькою і німецькою від швейцарських шанувальників. Нестор поговорив зі своїм батьком про історію сім'ї і дізнався про її походження.
Після закінчення переможного сезону 1989 року Нестор вирішив перейти у футбольний клуб «Сьйон» з чемпіонату Швейцарії, повернувшись, таким чином, як представник своєї сім'ї на історичну батьківщину через 100 років. Там він виграв Кубок і чемпіонат Швейцарії.
У 1994 році Нестор повернувся до Аргентини, але вже в склад іншого клубу з Авельянеда — «Расинга». Після цього Клаусен провів ще один рік за рідне «Індепендьєнте». Разом з ним він став переможцем другого за значущістю турніру в Південній Америці на той момент — Суперкубка Лібертадорес.
Закінчив кар'єру футболіста Клаусен в клубі з передмістя Авельянеди — «Арсеналі» з Саранді, який тоді виступав у нижчих дивізіонах, де граав протягом 1997—1998 років.

## Виступи за збірну
23 червня 1983 року дебютував в офіційних іграх у складі національної збірної Аргентини в товариському матчі проти збірної Чилі (1:0). Того ж року у складі збірної був учасником Кубка Америки 1983 року, на якому зіграв лише один матч, а його збірна не зуміла вийти з групи.
Через два роки поїхав з командою на чемпіонат світу 1986 року у Мексиці, здобувши того року титул чемпіона світу. Сам Клаусен не був основним гравцем, зігравши лише перший матч на груповому етапі проти Південної Кореї (3:1).
Третім і останнім великим турніром для Нестора став розіграш Кубка Америки 1989 року у Бразилії, на якому Клаусен вже був основним і зіграв у 6 з 7 матчах, а команда здобула бронзові нагороди.
Всього протягом кар'єри у національній команді, яка тривала 6 років, провів у формі головної команди країни 26 матчів, забивши 1 гол проти Венесуели.

## Кар'єра тренера
За свою кар'єру Клаусен виступав під керівництвом таких тренерів, як Хосе Омар Пасторіса, Сесар Луїс Менотті, Карлос Білардо та інші. Від кожного з них він навчався певних тактичних навичок і тренерських хитрощів. Почав свою тренерську кар'єру Клаусен в молодіжних командах рідного «Індепендьєнте». На той момент в клубі був досить серйозна криза, «Інді» знаходився майже на межі банкрутства. 2001 року Клаусен став головним тренером першої команди. Після посереднього сезону Апаратури 2001 року, який клуб закінчив на десятому місці, в Клаусурі 2002 року клуб зайняв останнє 20 місце. Клуб зумів зберегти прописку в еліті через правила, за якими з вищої ліги Аргентини команди вилітали за зведеними результатами останніх трьох сезонів, за яким «Індепендьєнте» був 15. Тим не менш Нестору Клаусену довелося покинути клуб.
Того ж року Клаусен відправився в Болівію, і в перший же сезон клуб «Орієнте Петролеро» під його керівництвом зайняв друге місце в чемпіонаті країни. У 2003 році Клаусен вже тренував «Зе Стронгест». Це був перший сезон, коли в Болівії стали виявляти за два чемпіона за рік — переможця Апертури і переможця Клаусури. І обидва цих чемпіонати виграв «Стронгест».
2004 року став тренером аргентинського клубу «Чакаріта Хуніорс», що саме вилетів до Прімери Б, проте повернути команду в еліту не зумів. У сезоні 2006/07 він тренував «Сьйон», зайнявши третє місце та кваліфікувавши команду до Кубку УЄФА. Однак влітку 2007 року він покинув команду і став помічником Габріеля Кальдерона в збірній Оману. Після звільнення Кальдерона Клаусен у 2008 році повернувся до Швейцарії, де очолив «Ксамакс», з яким він досяг сьомого місця в чемпіонаті.
2009 року Нестор недовго працював з клубом «Аль-Кувейт», а з 2010 року став працювати у Болівії, де очолював низку місцевих клубів. 2014 року в одному  матчі проти Венесуели був виконувачем обов'язків головного тренера збірної Болівія замість Маурісіо Сорії. В перерві між болівійськими клубами Клаусен також ненадовго відправся за кордон, де працював з еміратським  «Дубаєм», еквадорським «Машук Руна» та туніським «Сфаксьєном».
З початку 2018 року очолює тренерський штаб команди «Орієнте Петролеро».

## Титули і досягнення

### Як гравець
- Чемпіон Аргентини (2):

«Індепендьєнте»: Метрополітано 1983, 1988–89
- Чемпіон Швейцарії (1):

«Сьйон»: 1991–1992
- Володар Кубка Швейцарії (1):

«Сьйон»: 1990–1991
- Володар Кубка Лібертадорес (1):

«Індепендьєнте»: 1984
- Володар Міжконтинентального кубка (1):

«Індепендьєнте»: 1984
- Володар Суперкубка Лібертадорес (1):

«Індепендьєнте»: 1995
- Чемпіон світу (1):

Аргентина: 1986
- Бронзовий призер Кубка Америки (1):

Аргентина: 1989

### Як тренер
- Чемпіон Болівії (2):

«Зе Стронгест»: 2003 (Апертура), 2003 (Клаусура)